# Epipocus unicolor
Epipocus unicolor là một loài bọ cánh cứng trong họ Endomychidae. Loài này được Horn miêu tả khoa học năm 1870.